# Сибирь (футбольный клуб, 2019)
«Сиби́рь» — российский профессиональный футбольный клуб из Новосибирска. Основан 10 июня 2019 года под названием «Новосиби́рск». С сезона 2019/20 выступает в третьем по уровню дивизионе России. Домашние матчи проводит на новосибирском стадионе «Спартак» и в манеже центра спортивной подготовки «Заря». В структуру ФК «Сибирь», помимо основной команды, входят также молодёжный фарм-клуб, Академия и с апреля 2021 года женский коллектив.

## История

### Создание клуба
Решение о создании АНО «Футбольный клуб (ФК) „Новосибирск“» было принято 10 июня 2019 года на заседании Правительства Новосибирской области. Подготовка проекта распоряжения осуществлялась в сжатые сроки, ввиду необходимости оперативной подачи заявки на прохождение лицензирования для участия в турнире группы «Восток» Первенства ПФЛ сезона 2019/20. 14 июня стало известно, что главным тренером команды назначен Игорь Чугайнов, который в сезоне 2018/19 возглавлял «Сибирь». 20 июня клуб успешно прошёл процедуру лицензирования РФС.

### Первый сезон (2019/20)
1 июля 2019 года «Новосибирск» в первом в своей истории контрольном матче уступил в Барнауле со счётом 0:2 местному «Динамо», которому 28 июля проиграл со счётом 1:2 в дополнительное время (основное завершилось вничью 0:0) и в дебютном для себя официальном поединке в рамках Кубка России, автором первого в истории гола команды стал Денис Дорожкин. 3 августа 2019 года клуб провёл первую в истории встречу в турнире ПФЛ, в которой уступил на выезде «Чите» со счётом 2:4; в самом конце 1-го тайма Роман Беляев с пенальти забил дебютный мяч «Новосибирска» в ПФЛ, а в самом начале 2-й половины матча Денис Дорожкин забил и первый в истории гол команды в первенстве с игры. 17 августа того же года «Новосибирск» одержал первую в историю официальную победу: со счётом 3:1 переиграл «Сахалин» в первом же в своей истории домашнем поединке Первенства ПФЛ. 20 декабря 2019 года клубом было официально объявлено о прекращении сотрудничества по обоюдному согласию с главным тренером команды Игорем Чугайновым и спортивным директором Олегом Флегонтовым. 10 января 2020 года новым наставником команды стал Сергей Кирсанов, контракт с которым был заключён до конца сезона 2019/20, а после его завершения продлён до конца 2020 года.
15 мая 2020 года Исполком РФС принял решение о досрочном завершении ранее приостановленного из-за пандемии COVID-19 сезона 2019/20 в ПФЛ с утверждением его итогов по состоянию на 17 марта того же года; таким образом, в своём дебютном сезоне «Новосибирск» занял 3-е место в группе «Восток» Первенства ПФЛ, проведя лишь 12 встреч из 20 изначально запланированных.

### Второй сезон (2020/21)
Перед сезоном 2020/21, в связи с расформированием группы «Восток», клуб был переведён в группу 4 (бывшую «Урал-Приволжье») Первенства ПФЛ, где стартовал 9 августа 2020 года с выездной победы со счётом 1:0 над «Оренбургом-2»; а 19 августа с аналогичным результатом обыграл барнаульское «Динамо» в домашнем матче 1/128 финала нового сезона кубка страны, в котором, однако, уже в 1/64 финала 2 сентября уступил на выезде иркутскому «Зениту» в серии пенальти со счётом 3:4 (основное время игры завершилось вничью 1:1). В итоге сезон 2020/21 «Новосибирск» завершил на 5-м месте (17 побед, 7 ничьих, 4 поражения).

### Третий сезон (2021/22)
В период межсезонья в конце июня 2021 года на посту главного тренера команды Сергея Кирсанова, в начале мая того же года временно отстранённого от исполнения обязанностей решением генерального директора клуба, сменил Павел Могилевский. Также «Новосибирск» покинула внушительная группа игроков. 14 июля обновлённая команда начала сезон 2021/22 с поражения в выездном поединке 1/256 финала Кубка России против барнаульского «Динамо» в серии пенальти со счётом 2:4 (основное время встречи завершилось вничью 1:1), а 20 июля стартовала в новом розыгрыше первенства с гостевой ничьей 1:1 с пермской «Звездой»; и уже в следующем матче 24 июля одержала первую в сезоне победу, обыграв на выезде со счётом 3:0 «Тюмень». В итоге сезон 2021/22 сибирский клуб завершил на 6-м месте (15 побед, 5 ничьих, 8 поражений), после чего было официально объявлено о непродлении контракта с наставником команды Павлом Могилевским по взаимной договорённости сторон.

### Четвёртый сезон (2022/23)
9 июня 2022 года новым главным тренером «Новосибирска» стал Алексей Поддубский, под руководством которого 24 июля клуб стартовал в новом сезоне первенства с нулевой ничьей в домашнем поединке против «Челябинска»; а уже в следующем туре 30 июля добился первой победы в сезоне: в гостевой встрече со счётом 4:2 обыграл команду «Зенит-Ижевск». 31 августа в первом же матче Кубка России 2022/23 сибирский коллектив уступил во Владивостоке местному «Динамо» в серии пенальти со счётом 3:5 (основное время игры завершилось вничью 1:1). 13 сентября было объявлено о расторжении по взаимному соглашению сторон контракта с Поддубским из-за неудовлетворительных результатов (1 победа, 4 ничьих и 2 поражения) и назначении вместо него Александра Ерохина исполняющим обязанности. В октябре новым наставником «Новосибирска» стал работавший в клубе с 2020 года Евгений Обгольц, а 24 ноября главным тренером команды был назначен Денис Бояринцев, с которым был подписан контракт сроком на 1,5 года с возможностью продления ещё на один сезон. В мае 2023 года Бояринцев покинул сибирский коллектив, расторгнув контракт по соглашению сторон; обязанности главного тренера стал исполнять Михаил Белов. По итогам сезона «Новосибирск» занял 5-е место (7 побед, 13 ничьих, 7 поражений).

### Пятый сезон (2023/24)
4 июня 2023 года, после заключительного поединка сезона 2022/23 (домашнего с «Тюменью»; 0:2), руководством клуба было объявлено о назначении нового главного тренера — Михаила Сальникова; однако уже 23 июня было официально сообщено о расторжении с ним трудового договора. 26 июня новым наставником команды стал Алексей Медведев. 23 августа «Новосибирск» в очередной раз уступил в первом же для себя раунде Кубка России в Барнауле во встрече против местного «Динамо» (2:3).
По итогам первой части сезона в дивизионе «А» команда заняла 1-е место в группе «серебро» (10 побед, 5 ничьих, 3 поражения) и получила право весной 2024 года стартовать в группе «золото». По результатам второй половины сезона «Новосибирск» занял 3-ю строчку в таблице (6 побед, 9 ничьих, 3 поражения), получив возможность принять участие в стыковых матчах за выход в Первую лигу; в которых в итоге уступил по сумме двух игр (1:1 дома и 1:3 на выезде) волгоградскому «Ротору».

### Шестой сезон (2024/25)
14 августа 2024 года клубом было объявлено о досрочном прекращении сотрудничества с главным тренером Алексеем Медведевым ввиду неудачного старта команды в новом сезоне, а уже 16 августа новым наставником «Сибири» был назначен Виктор Тренёв. В Кубке России новосибирцы опять не смогли пройти дальше второго для себя раунда турнира: 21 августа в 1/128 финала обыграли со счётом 4:3 на своём поле любительский «Темп» из Барнаула, но уже 4 сентября в 1/64 финала уступили в гостях владивостокскому «Динамо» со счётом 0:2.
По итогам первой половины сезона команда заняла 8-е место в группе «золото» (5 побед, 6 ничьих, 7 поражений) и на весенний этап 2025 года вернулась в группу «серебро», из которой снова вышла в «золото», заняв по итогам турнира 2-е место (11 побед, 2 ничьих, 5 поражений).

## Символика и форма

### Название
| Период       | Название    |
| ------------ | ----------- |
| 2019—2024    | Новосибирск |
| 2024 — н. в. | Сибирь      |

С момента создания в 2019 году коллектив носил название «Новосибирск». 27 января 2020 года руководство клуба объявило о начале процедуры изучения мнения жителей Новосибирской области по поводу возможного переименования команды; по итогам первого этапа которой предполагалось определить вариант названия, что составит конкуренцию действовавшему на тот момент в финальном голосовании. 12 марта того же года был дан старт финальному голосованию, где альтернативным вариантом наименования «Новосибирска» стало предложенное большинством болельщиков на предыдущем этапе название «Чкаловец». 14 апреля 2020 года были подведены итоги опроса: всего в голосовании принял участие 161 человек, из которых 127 высказались за смену имени коллектива, и только 34 поддержали сохранение тогдашнего наименования.
5 июля 2023 года по результатам договорённостей с представителями объединения Novosibirsk Ultras руководство клуба объявило о намерении провести до ноября того же года голосование «среди неравнодушных новосибирцев» по поводу названия команды, по результатам которого в январе 2024 года мог бы быть запущен юридический процесс переименования. В итоге голосование состоялось 17 сентября 2023 года на стадионе «Спартак» в Новосибирске: принять в нём участие имели возможность все желающие посетители матча сибирского коллектива в первенстве против ивановского «Текстильщика»; таковых оказалось 1499 человек, из которых 1111 (74,11 %) выбрали название «Сибирь», 246 (16,41 %) поддержали вариант «Чкаловец» и только 137 (9,13 %) высказались за сохранение наименования «Новосибирск» (ещё 5 голосов были признаны недействительными).
5 июня 2024 года стало известно, что Правительством Новосибирской области было подписано распоряжение о смене названия клуба на «Сибирь», согласно резолюции наблюдательного совета АНО об утверждении решения болельщиков по результатам голосования в сентябре 2023 года. 27 июня того же года об изменении наименования команды было объявлено официально.

### Клубные цвета
| Синий | Белый | Зелёный |

В конце июня 2019 года по результатам конкурса среди болельщиков клубными цветами «Новосибирска» были выбраны белый, синий и зелёный. Всего было предложено около 15 цветов, однако каждый третий из принявших участие в опросе выбрал сочетание именно этих трёх. 12 июля 2021 года в официальной презентации обновлённой эмблемы клуба синий и белый были обозначены цветами команды, а зелёный — вспомогательным.

### Эмблема

Эмблема клуба в сезоне 2019/20

23 июля 2019 года был представлен первый официальный логотип «Новосибирска», руководство которого, по собственным словам, при выборе символа клуба постаралось учесть многочисленные пожелания болельщиков, высказавшихся за круглую форму эмблемы и традиционные для новосибирского футбола сине-белые цвета. Целью неуказанного автора при создании логотипа команды было «углубиться в визуальный образ городской среды и самые запоминающиеся символы Новосибирска, известные и узнаваемые не только в Новосибирской области, но и за её пределами», в результате чего в качестве образа, по мнению создателя, наиболее ярко символизирующего город, был выбран местный театр оперы и балета. Леттеринг с названием клуба композиционно делит эмблему на две части, которые, по задумке дизайнера, символизируют общественную жизнь и футбол, а также связывает эти два аспекта жизни болельщиков воедино.
Любителями футбола дебютный логотип «Новосибирска» был встречен неоднозначно: помимо претензий к смысловой и художественной составляющим изображения, большую часть негатива вызвал тот факт, что официально утверждённая эмблема значительно отличалась от наиболее популярных вариантов в прошедших ранее опросах и голосовании, что, по заявлениям некоторых болельщиков, означало, что их мнение не учли.

Эмблема клуба в сезоне 2020/21

13 июля 2020 года клуб официально объявил, что в сезоне 2020/21 будет вступать с новым логотипом, на котором изображён популярный среди местных болельщиков символ — орёл, ранее бывший на эмблеме «Сибири», права на использование которого были выкуплены «Новосибирском».

Эмблема клуба в 2021—2024

12 июля 2021 года был официально представлен обновлённый логотип команды: оставшийся на эмблеме степной орёл был изображён в более лаконичном стиле с сохранением общей цветовой гаммы. Помимо представленного в двух языковых вариантах основного логотипа, появился ещё и сублоготип такой же, как и у основного, формы правильного пятиугольника, напоминающего, по мнению авторов, «панель, из которых состоит классический футбольный мяч». Построен сублоготип со стилизованной буквой Н на основе герба Новосибирска (где изображены два берега с протекающей между ними голубой рекой и мостом), что, по авторской задумке, должно обозначать «неразрывную связь города и клуба». Также были разработаны графическое пятно для расширения маркетинговых возможностей «Новосибирска» и оригинальный шрифт для номеров на футболках игроков, построенный на архитектуре основной эмблемы.
5 июля 2024 года был официально презентован новый логотип с новым же названием команды, представляющий собой заключённую в форму щита фигуру орла.

### Экипировка
| Период       | Производитель формы |
| ------------ | ------------------- |
| 2019—2022    | Jako                |
| 2021—2023    | Joma                |
| 2023—2025    | Kelme               |
| 2025 — н. в. | PRIMERA             |

| Форма ФК «Новосибирск» в сезонах 2019/20—2022/23 | Форма ФК «Новосибирск» в сезонах 2019/20—2022/23 | Форма ФК «Новосибирск» в сезонах 2019/20—2022/23 | Форма ФК «Новосибирск» в сезонах 2019/20—2022/23 |
| ------------------------------------------------ | ------------------------------------------------ | ------------------------------------------------ | ------------------------------------------------ |
| 2019/20                                          | 2020/21                                          | 2021/22                                          | 2022/23                                          |
| Домашняя                                         |                                                  |                                                  |                                                  |
| 2019/20                                          | 2020/21                                          | 2021/22                                          | 2022/23                                          |
| Гостевая                                         |                                                  |                                                  |                                                  |
| 2021/22                                          | 2021/22                                          | 2022/23                                          | 2022/23                                          |
| Резервная                                        |                                                  |                                                  |                                                  |

### Маскот
3 июля 2019 года стало известно, что по итогам голосования болельщиков маскотом команды был выбран соболь — животное, изображённое на гербе Новосибирской области и являющееся в качестве щитодержателя частью герба Новосибирска. 18 августа 2022 года новым маскотом клуба объявили «молодого орла по имени Сиба».

## Финансы
Годовой бюджет «Новосибирска» с момента создания и до 2022 года составлял 250 миллионов рублей. В 2023 году финансирование клуба было увеличено до 282 миллионов 221 тысячи, в 2024-м — до 307 миллионов 677 тысяч, а в 2025-м — до 422 миллионов 548 тысяч рублей.

## Статистика выступлений

### Первенство
| Сезон             | Турнир                           | Место             | И   | В  | Н  | П  | МЗ  | МП  | РМ  | О   | Предупреждения | Удаления |
| ----------------- | -------------------------------- | ----------------- | --- | -- | -- | -- | --- | --- | --- | --- | -------------- | -------- |
| 2019/20           | Группа «Восток» Первенства ПФЛ   | 3 (из 6)          | 12  | 5  | 2  | 5  | 16  | 16  | 0   | 17  | 30             | 2        |
| 2020/21           | Группа 4 Первенства ПФЛ          | 5 (из 15)         | 28  | 17 | 7  | 4  | 53  | 25  | +28 | 58  | 59             | 4        |
| 2021/22           | Группа 4 Второго дивизиона ФНЛ   | 6 (из 15)         | 28  | 15 | 5  | 8  | 40  | 24  | +16 | 50  | 62             | 4        |
| 2022/23           | Группа 4 Второй лиги             | 5 (из 12)         | 27  | 7  | 13 | 7  | 29  | 33  | −4  | 34  | 65             | 3        |
| 2023/24           | Группа «серебро» Второй лиги «А» | 1 (из 10)         | 18  | 10 | 5  | 3  | 22  | 13  | +9  | 35  | 42             | 3        |
| 2023/24           | Группа «золото» Второй лиги «А»  | 3 (из 10)         | 18  | 6  | 9  | 3  | 18  | 13  | +5  | 27  | 27             | 1        |
| 2024/25           | Группа «золото» Второй лиги «А»  | 8 (из 10)         | 18  | 5  | 6  | 7  | 18  | 21  | −3  | 21  | 27             | 2        |
| 2024/25           | Группа «серебро» Второй лиги «А» | 2 (из 10)         | 18  | 11 | 2  | 5  | 36  | 16  | +20 | 35  | 35             | 0        |
| Всего: 6 турниров | Всего: 6 турниров                | Всего: 6 турниров | 167 | 76 | 49 | 42 | 232 | 161 | +71 | 277 | 347            | 19       |

### Кубок
| Сезон             | Раунд             | И | В | Н | П | МЗ | МП | РМ | Предупреждения | Удаления |
| ----------------- | ----------------- | - | - | - | - | -- | -- | -- | -------------- | -------- |
| 2019/20           | 1/128             | 1 | 0 | 0 | 1 | 1  | 2  | −1 | 3              | 0        |
| 2020/21           | 1/64              | 2 | 1 | 1 | 0 | 2  | 1  | +1 | 4              | 0        |
| 2021/22           | 1/256             | 1 | 0 | 1 | 0 | 1  | 1  | 0  | 1              | 0        |
| 2022/23           | 1/128             | 1 | 0 | 1 | 0 | 1  | 1  | 0  | 4              | 0        |
| 2023/24           | 1/128             | 1 | 0 | 0 | 1 | 2  | 3  | −1 | 1              | 0        |
| 2024/25           | 1/64              | 2 | 1 | 0 | 1 | 4  | 5  | −1 | 6              | 0        |
| Всего: 6 турниров | Всего: 6 турниров | 8 | 2 | 3 | 3 | 11 | 13 | −2 | 19             | 0        |

#### Все матчи кубка
| Сезон   | Главный тренер     | Раунд | Соперник             | Счёт           | Дата            | С | Место       |
| ------- | ------------------ | ----- | -------------------- | -------------- | --------------- | - | ----------- |
| 2019/20 | Игорь Чугайнов     | 1/128 | Динамо (Барнаул)     | 1:2 (д. в.)    | 28 июля 2019    | Г | Барнаул     |
| 2020/21 | Сергей Кирсанов    | 1/128 | Динамо (Барнаул)     | 1:0            | 19 августа 2020 | Д | Новосибирск |
| 2020/21 | Сергей Кирсанов    | 1/64  | Зенит (Иркутск)      | 1:1 (3:4 пен.) | 2 сентября 2020 | Г | Иркутск     |
| 2021/22 | Павел Могилевский  | 1/256 | Динамо (Барнаул)     | 1:1 (2:4 пен.) | 14 июля 2021    | Г | Барнаул     |
| 2022/23 | Алексей Поддубский | 1/128 | Динамо (Владивосток) | 1:1 (3:5 пен.) | 31 августа 2022 | Г | Владивосток |
| 2023/24 | Алексей Медведев   | 1/128 | Динамо (Барнаул)     | 2:3            | 23 августа 2023 | Г | Барнаул     |
| 2024/25 | Виктор Тренёв      | 1/128 | Темп (Барнаул)       | 4:3            | 21 августа 2024 | Д | Новосибирск |
| 2024/25 | Виктор Тренёв      | 1/64  | Динамо (Владивосток) | 0:2            | 4 сентября 2024 | Г | Владивосток |

### Рекорды
| Счёт | Сезон   | Главный тренер  | Соперник      | Дата          | С | Место     |
| ---- | ------- | --------------- | ------------- | ------------- | - | --------- |
| 6:0  | 2020/21 | Сергей Кирсанов | Лада-Тольятти | 6 апреля 2021 | Г | Жигулёвск |

| Счёт | Сезон   | Главный тренер    | Соперник     | Дата           | С | Место       |
| ---- | ------- | ----------------- | ------------ | -------------- | - | ----------- |
| 0:4  | 2020/21 | Сергей Кирсанов   | Зенит-Ижевск | 30 апреля 2021 | Г | Ижевск      |
| 0:4  | 2021/22 | Павел Могилевский | Тюмень       | 28 мая 2022    | Д | Новосибирск |
| 0:4  | 2022/23 | Денис Бояринцев   | Иртыш        | 2 апреля 2023  | Г | Омск        |

## Болельщики
23 июля 2019 года стало известно, что после ряда встреч с руководством «Сибири» и «Новосибирска» представители группировки Novosibirsk Ultras объявили о готовности поддерживать новый клуб при условии проведения в конце сезона голосования о смене изначального названия команды, которое им категорически не нравится. Аналогичные договорённости были затем достигнуты и летом 2023 года.

## Стадионы
Домашней ареной клуба является открытый в 1927 году новосибирский стадион «Спартак», вместимость которого составляет 12 500 человек. Кроме того, в некоторых матчах команда принимает соперников в манеже центра спортивной подготовки «Заря», вмещающем 3500 зрителей.

## Текущий состав
| №  |             | Поз. | Имя                                | Год рождения |
| -- | ----------- | ---- | ---------------------------------- | ------------ |
| 2  | Флаг России | Защ  | Александр Елисеев                  | 1991         |
| 3  | Флаг России | Защ  | Даниил Петрунин[англ.]             | 1999         |
| 4  | Флаг России | Защ  | Дмитрий Редькович[англ.] (капитан) | 1998         |
| 5  | Флаг России | Защ  | Илья Максименков[укр.]             | 1998         |
| 7  | Флаг России | Нап  | Денис Покотыло (а)                 | 2006         |
| 9  | Флаг России | Нап  | Билал Билалов                      | 2002         |
| 10 | Флаг России | ПЗ   | Дмитрий Яковлев (а)                | 2005         |
| 13 | Флаг России | Вр   | Пётр Косаревский                   | 1999         |
| 14 | Флаг России | Защ  | Никита Семененко                   | 2005         |
| 19 | Флаг России | Защ  | Сергей Запалацкий                  | 1999         |
| 20 | Флаг России | ПЗ   | Владимир Лаптев                    | 2000         |
| 21 | Флаг России | ПЗ   | Антон Макурин (вице-капитан)       | 1994         |
| 23 | Флаг России | ПЗ   | Антон Кротов[англ.]                | 1998         |
| 25 | Флаг России | ПЗ   | Владислав Кравцов                  | 2006         |
| 29 | Флаг России | ПЗ   | Кирилл Тимофеев                    | 2007         |

| №  |             | Поз. | Имя                          | Год рождения |
| -- | ----------- | ---- | ---------------------------- | ------------ |
| 30 | Флаг России | ПЗ   | Амир Ализаде                 | 2007         |
| 31 | Флаг России | ПЗ   | Даниил Григорьев             | 2002         |
| 33 | Флаг России | Защ  | Валерий Полякин              | 2004         |
| 35 | Флаг России | Вр   | Максим Киселёв[англ.]        | 1995         |
| 36 | Флаг России | ПЗ   | Артём Воропаев[англ.]        | 1999         |
| 38 | Флаг России | Нап  | Антон Новиков                | 2007         |
| 39 | Флаг России | Нап  | Антон Кобялко (вице-капитан) | 1986         |
| 49 | Флаг России | Защ  | Максим Караев                | 2002         |
| 53 | Флаг России | Вр   | Макар Ильюшёнок              | 2003         |
| 54 | Флаг России | ПЗ   | Иван Шмаков                  | 2002         |
| 55 | Флаг России | ПЗ   | Вадим Говор                  | 2005         |
| 69 | Флаг России | ПЗ   | Артём Иванов                 | 2005         |
| 91 | Флаг России | Защ  | Александр Степанов           | 1996         |
| 92 | Флаг России | Нап  | Алексей Скворцов             | 1992         |

### Тренерский штаб
| Должность                 | Имя                      |
| ------------------------- | ------------------------ |
| Главный тренер            | Виктор Тренёв            |
| Старший тренер            | Анатолий Миронов[англ.]  |
| Тренер вратарей           | Виталий Пьянченко[англ.] |
| Тренер по физ. подготовке | Сергей Нестеренко        |

## Персоналии

### Игроки клуба
| Игрок                    | Период       |
| ------------------------ | ------------ |
| Сергей Нарылков          | 2019—2022    |
| Максим Житнев            | 2022—2023    |
| Олег Шалаев              | 2023         |
| Сергей Нарылков          | 2023—2025    |
| Дмитрий Редькович[англ.] | 2025 — н. в. |

### Главные тренеры
| Главный тренер           | Период    |
| ------------------------ | --------- |
| Игорь Чугайнов           | 2019      |
| Сергей Кирсанов          | 2020—2021 |
| Павел Могилевский        | 2021—2022 |
| Алексей Поддубский       | 2022      |
| Александр Ерохин (и. о.) | 2022      |
| Евгений Обгольц          | 2022      |

| Главный тренер       | Период       |
| -------------------- | ------------ |
| Денис Бояринцев      | 2022—2023    |
| Михаил Белов (и. о.) | 2023         |
| Михаил Сальников     | 2023         |
| Алексей Медведев     | 2023—2024    |
| Виктор Тренёв        | 2024 — н. в. |

### Руководство
| Персона                       | Период       |
| ----------------------------- | ------------ |
| Анна Баранова                 | 2019—2020    |
| Андрей Перлов                 | 2020—2022    |
| Андрей Полищук                | 2022—2023    |
| Александр Васильченко (и. о.) | 2023         |
| Алексей Толоконский           | 2023 — н. в. |

| Персона             | Период       |
| ------------------- | ------------ |
| Олег Флегонтов      | 2019         |
| Виктор Панченко     | 2022         |
| Александр Макаренко | 2023 — н. в. |

## Фарм-клуб
29 июня 2019 года решением МРОО СФФ «Сибирь» право участия команды «Сибирь-М» с сохранением всех предыдущих результатов в соревнованиях, проходящих под эгидой организации, было передано «Новосибирску». Таким образом, в высшей лиге первенства Сибири турнира среди ЛФК России сезона 2019 года вместо «Сибири-М» стала выступать команда «Новосибирск-М». 1 ноября 2019 года в тренерский штаб команды вошёл известный в прошлом футболист Томаш Выходил.